# Debra Lynne McCabe
Debra Lynne McCabe es una ex actriz canadiense. Ha tenido pequeños roles en numerosas series entre las que destacan los 4400 y Painkiller Jane, en el cine tuvo su rol más importante hasta el momento interpretando a Danica Scott en Saw III.

## Filmografía
- 2002: Sweet sixteen como Gail Thompson.
- 2003: Starhunter (serie) como Vayla.
- 2004: Naked josh (serie) como Sophie.
- 2006: Saw III como Danica Scott.
- 2006: North/South (serie) como Melissa Kilcoyne.
- 2007: Lies and Crimes como Arlene.
- 2007: los 4400 como Mrs Powell.
- 2007: Painkiller Jane (serie) como Shelly.
- 2008: The Border (serie) como Yvonne Castle.
- 2008: Guns (serie) como Kelly Farrell.